# Przekładnia boczna
Przekładnie boczna - mechanizm wchodzący w skład UPM (układu przeniesienia mocy) czołgu lub innego pojazdu gąsienicowego. Znajduje się pomiędzy mechanizmem skrętu (PMS), a kołem napędowym czołgu. Zadaniem przekładni bocznej jest zwiększanie momentu obrotowego na kołach napędowych. Przekładnia boczna to jedno- lub dwustopniowy reduktor zbudowany z przekładni zębatych, przekładni planetarnych oraz mieszanych.